# Anthony Stewart (Eishockeyspieler)
Anthony Stewart (* 5. Januar 1985 in LaSalle, Québec) ist ein ehemaliger kanadischer Eishockeyspieler, der im Verlauf seiner aktiven Karriere zwischen 2001 und 2016 unter anderem 262 Spiele für die Florida Panthers, Atlanta Thrashers und Carolina Hurricanes in der National Hockey League (NHL) auf der Position des rechten Flügelstürmers bestritten hat. Seine größten Karriereerfolge feierte Stewart im Juniorenbereich, wo er mit den kanadischen Nationalteams die Weltmeistertitel bei den U18- und U20-Junioren gewann. Sein jüngerer Bruder Chris Stewart war ebenfalls professioneller Eishockeyspieler.

## Karriere

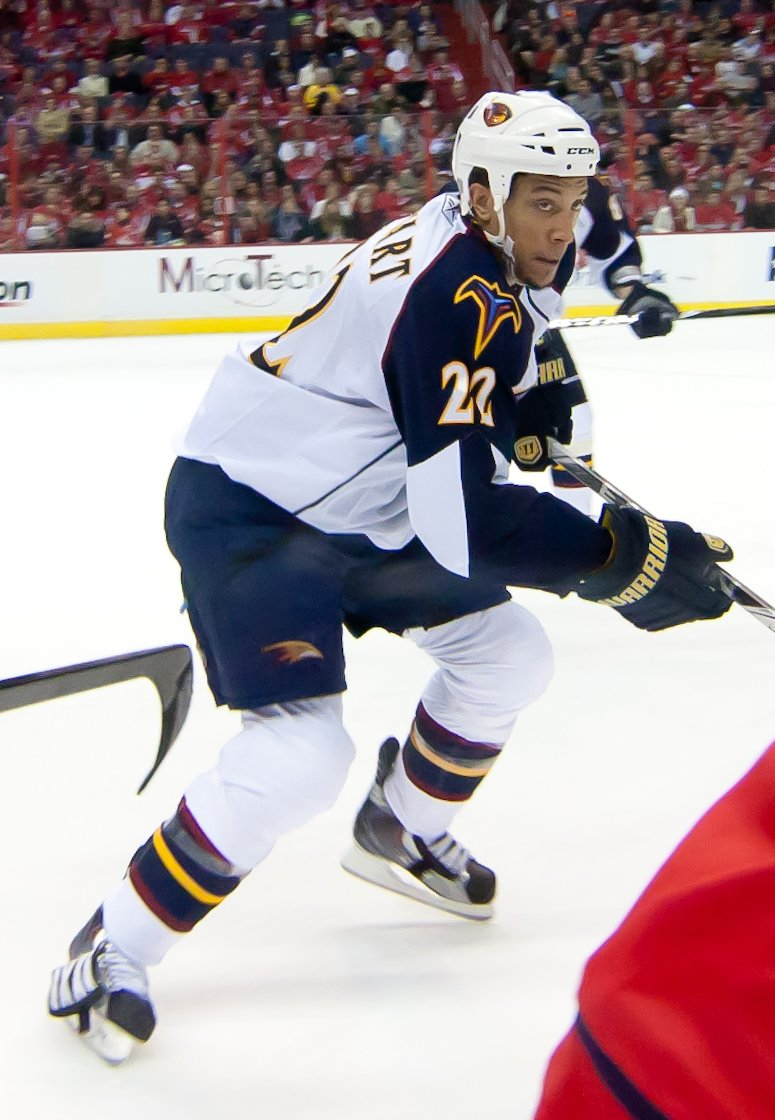
Stewart im Trikot der Atlanta Thrashers (2010)

Stewart begann seine Karriere bei den Kingston Frontenacs, für die er von 2001 bis 2005 insgesamt vier Jahre lang in der Ontario Hockey League (OHL) aktiv war. In dieser Zeit wurde er im NHL Entry Draft 2003 in der ersten Runde als insgesamt 25. Spieler von den Florida Panthers aus der National Hockey League (NHL) ausgewählt.
Gegen Ende der Saison 2004/05 gab der Angreifer sein Debüt im professionellen Eishockey, als er zehnmal für die San Antonio Rampage aus der American Hockey League (AHL), das damalige Farmteam der Panthers, auf dem Eis stand. In den folgenden drei Spielzeiten stand Stewart jeweils im Kader von Florida sowie deren neuem AHL-Kooperationspartner Rochester Americans. In der Saison 2008/09 spielte der Kanadier ausschließlich für die Panthers in der NHL. Nachdem sein Vertrag zum Saisonende nicht verlängert worden war, unterzeichnete Stewart im Juli 2009 als Free Agent ein Arbeitspapier bei den Atlanta Thrashers. Das erste Vertragsjahr verbrachte er dabei in der AHL bei den Chicago Wolves, ehe es ihm zur Spielzeit 2010/11 gelang, sich im Kader der Thrashers zu etablieren. Mit 39 Scorerpunkten in 80 Saisonspielen absolvierte er dabei sein mit Abstand bestes NHL-Jahr.
Im Juli 2011 einigte sich Stewart auf einen Kontrakt für zwei Jahre mit den Carolina Hurricanes. Während des Lockouts zum Beginn der NHL-Saison 2012/13 lief der Kanadier für die Nottingham Panthers in der britischen Elite Ice Hockey League (EIHL) auf, ehe er im Januar 2013 innerhalb der NHL von den Hurricanes im Tausch gegen Kevin Westgarth zu den Los Angeles Kings transferiert wurde. Anschließend wurde er bei den Manchester Monarchs in der AHL eingesetzt. Im Sommer 2013 absolvierte Stewart das Trainingslager der San Jose Sharks, konnte sich aber nicht für einen Vertrag empfehlen und wechselte schließlich im Oktober 2013 zu Awtomobilist Jekaterinburg aus der Kontinentalen Hockey-Liga (KHL). Dort stand er bis Dezember desselben Jahres unter Vertrag, ehe er zu Fribourg-Gottéron in die Schweizer National League A (NLA) wechselte. Im späteren Saisonverlauf wechselte der Flügelstürmer innerhalb der NLA zu den Rapperswil-Jona Lakers. Im August 2014 erhielt Stewart einen Probevertrag beim kroatischen KHL-Teilnehmer KHL Medveščak Zagreb, der jedoch nach zwei Monaten nicht verlängert wurde.
Der 29-Jährige zog sich daraufhin bis Januar 2016 aus dem aktiven Profisport zurück, ehe er sich den Marquis de Jonquière aus der semiprofessionellen Ligue Nord-Américaine de Hockey (LNAH) anschloss. Dort beendete er im Sommer 2016 seine Laufbahn endgültig. Später gehörte er zu einer Unternehmergruppe, die das Franchise der Toronto Six aus der Fraueneishockeyliga Premier Hockey Federation (PHF) erwarb.

### International

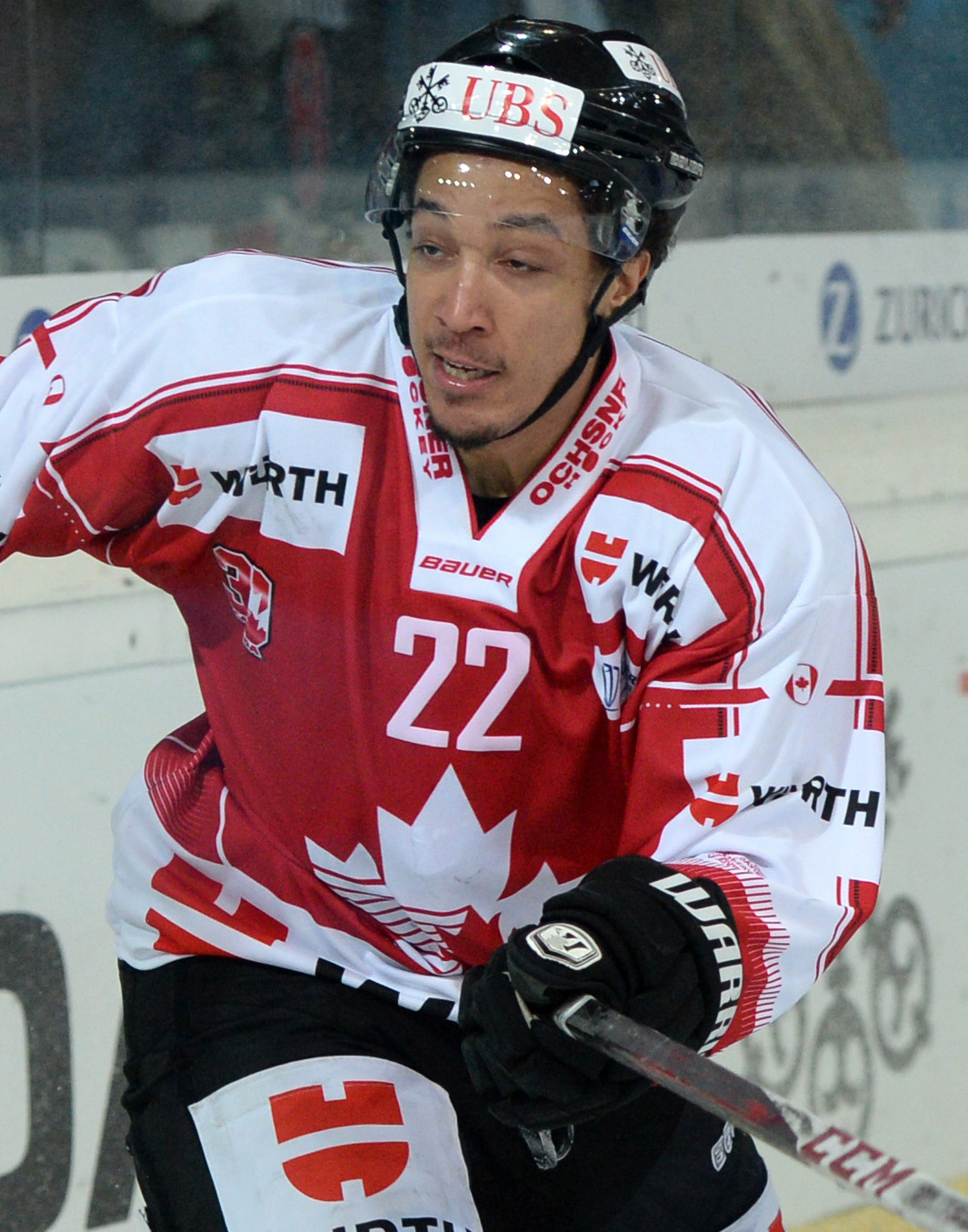
Stewart als Spieler des Team Canada beim Spengler Cup 2013

Anthony Stewart gewann für Kanada bei der U18-Junioren-Weltmeisterschaft 2003 die Goldmedaille sowie bei den U20-Junioren-Weltmeisterschaften 2004 und 2005 eine Silber- bzw. Goldmedaille. Weitere Teilnahmen im Juniorenbereich hatte der Stürmer bei der World U-17 Hockey Challenge 2002 und dem Nations Cup 2002.

## Erfolge und Auszeichnungen
- 2003 Teilnahme am CHL Top Prospects Game

### International
| - 2002 Bronzemedaille bei der World U-17 Hockey Challenge - 2002 Goldmedaille bei Nations Cup - 2003 Goldmedaille bei der U18-Junioren-Weltmeisterschaft - 2003 All-Star-Team der U18-Junioren-Weltmeisterschaft | - 2004 Silbermedaille bei der U20-Junioren-Weltmeisterschaft - 2004 Bester Vorlagengeber der U20-Junioren-Weltmeisterschaft (gemeinsam mit Brent Burns und Zach Parise) - 2005 Goldmedaille bei der U20-Junioren-Weltmeisterschaft |

## Karrierestatistik

### International
Vertrat Kanada bei:
| - World U-17 Hockey Challenge 2002 - Nations Cup 2002 - U18-Junioren-Weltmeisterschaft 2003 | - U20-Junioren-Weltmeisterschaft 2004 - U20-Junioren-Weltmeisterschaft 2005 |

(Legende zur Spielerstatistik: Sp oder GP = absolvierte Spiele; T oder G = erzielte Tore; V oder A = erzielte Assists; Pkt oder Pts = erzielte Scorerpunkte; SM oder PIM = erhaltene Strafminuten; +/− = Plus/Minus-Bilanz; PP = erzielte Überzahltore; SH = erzielte Unterzahltore; GW = erzielte Siegtore; 1 Play-downs/Relegation; Kursiv: Statistik nicht vollständig)